# Ferreruela de Huerva
Ferreruela de Huerva és un municipi d'Aragó, situat a la província de Terol i enquadrat a la comarca de Jiloca.